# Diecezja Ventimiglia-San Remo
Diecezja Ventimiglia-San Remo – diecezja Kościoła rzymskokatolickiego we Włoszech, w metropolii Genui. Została erygowana w VII wieku jako diecezja Ventimiglia. W 1975 do jej nazwy zostało dodane San Remo. Niemal wszystkie parafie diecezji leżą na terenie świeckiej prowincji Imperia w Ligurii. Jedynie dwie parafie w Ormei znajdują się na obszarze prowincji Cuneo w Piemoncie.